# ラウブル

ラウブル

ラウブル（バスク語:Lauburu）は、バスク十字とも呼ばれる十字の1つ。卍に似た曲線状の4本のアームを持つ。このシンボルは、ケルト人やゲルマン人のような他のヨーロッパの民族の芸術的表現において多く見られるだけでなく、西ゴート族の絵画や彫刻でも見られる。また、ラウブルはアストゥリアス州やガリシア州の穀物庫であるオレオ（es）にも残されており、この場合は単にテトラスケレス（tetrasqueles）と呼ばれている。ラウブルはアラゴン州ではクアトレフエーリャス（cuatrefuellas）またはレリガーダス（religadas）と呼ばれ、4本かそれ以上の曲線を持つ卍として紋章の中で描かれている。ラウブルは現在、バスク人にとって最も有名でバスクを象徴するものと認識されているが、歴史的に用いられてきたことはない。たとえば、文化的にバスク国とみなされる土地のいずれの紋章にも旗にも、ラウブルが描かれたことはないのである。

## 背景

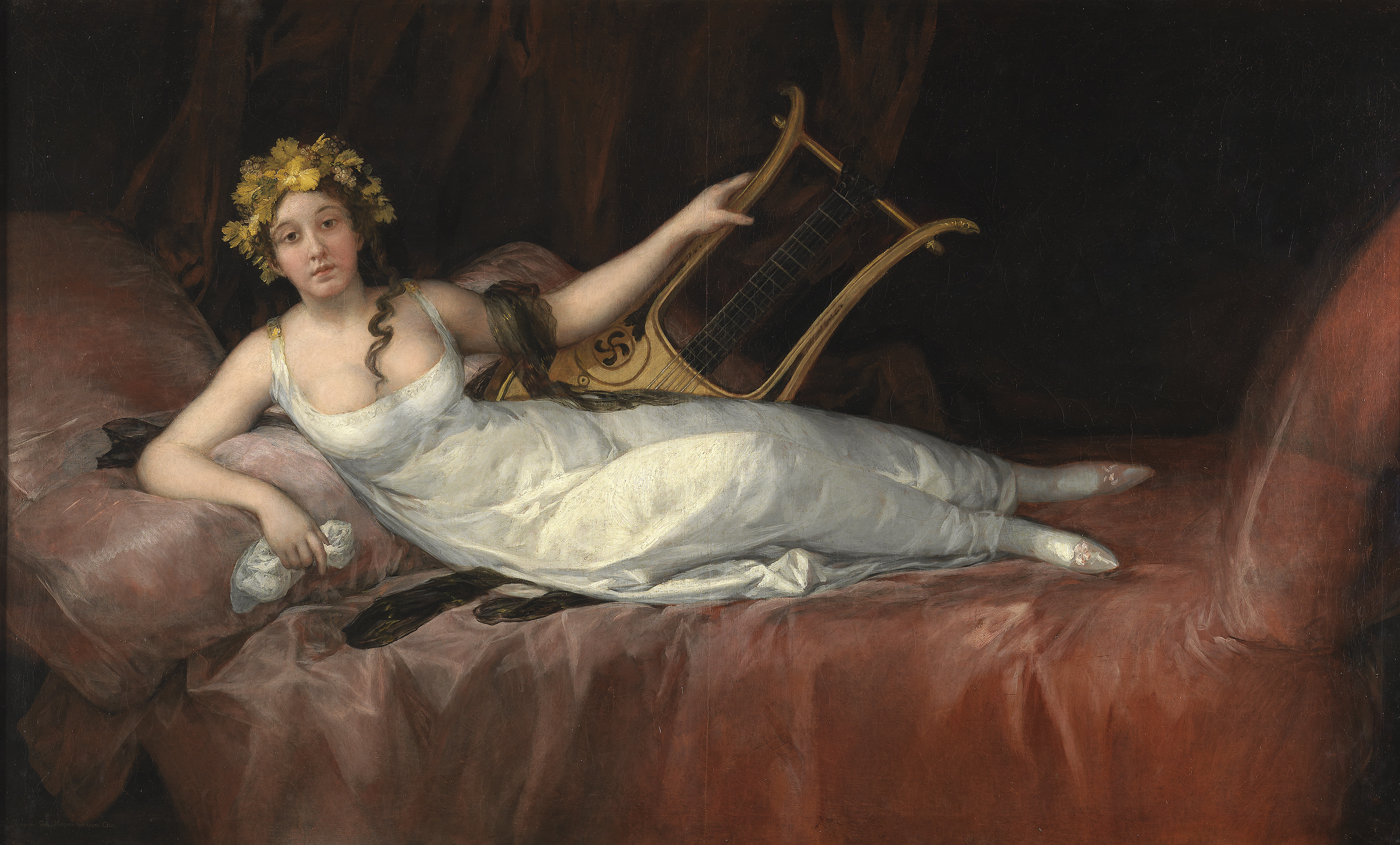
フランシスコ・デ・ゴヤの『サンタ・クルス侯爵夫人ホアキナ・テリェス＝ヒロンの肖像』。画中のリラにラウブルが描かれている。

歴史家や当局は、古代のシンボルに寓話の意味を適用しようとしてきた。原型の意味するものについて議論がなされるが、それは常にキリスト教以前のシンボルだとみなす。一部は太陽を表すといい、また別の人々は人の一生の流れを表すのだという。異なる解釈では、右に曲がったコンマは生命の象徴であるといい、反対に左に曲がったコンマは死を象徴するという。
一部の人々は、『バスクの4つの地方を4つのコンマが意味している』とみなしている。ラウブルは、バスク国の紋章で組み合わされている、高・低の両ナバーラ、ギプスコア、ビスカヤ、アラバ、ラプルディ、スベロア、7つの紋章のいずれにも登場しない。バスクの知識人イマノル・ムジカは、4つの点は精神、生命、意識、形態を表していると語るのを好んだ。しかしラウブルは一般的には繁栄のシンボルとして用いられてきた。
フランスの歴史家カミーユ・ジュリアンは、五賢帝時代の後、現在までのバスク地方で、曲線状でもなければ直線状でもない卍型の例がないことを発見した。パラケルススのArchidoxis Magicaeでは、ラウブルに似たシンボルを載せている。これは動物を癒すデザインであった。M・コラスは、ラウブルは卍と関係がないとみなしているが、パラケルススに由来し、動物を癒す者、魂を癒す者（すなわち聖職者）の墓を表すと考えている。16世紀終わり頃、ラウブルはバスクの装飾的な意匠として、木製の椅子や墓石に多く現れるようになる。これはおそらく十字の異なる形態としてだろう。直線状の卍型は19世紀まで見つからなかった。バスクの多くの民家や商店では、お守りの一種として戸口の上にラウブルが掲げられる。サビノ・アラナはラウブルを太陽の象徴だと解釈し、日刊紙エウスカディ（es）第1号において、誤った由来に基き、自らが唱えたバスクの太陽崇拝説を支持した。ラウブルは、バスク民族活動党（EAE-ANV）を含む様々なバスクの政治団体の旗や紋章で描かれている。しかし、政治的象徴としての利用のみならず、民俗的特徴、バスク文化のシンボルとして頻繁に利用されている。
文化的アイコンとしてラウブルを使用することは、バスク文化の多くの要素を抑圧したフランコ独裁時代には一部を除いて行われなかった。

## 由来
Lau buruとは、『4つの頭』、『4つの終点』、または『4つの頂上』を意味する。一部では、ラウブルはラテン語から派生したと議論が行われている。だから、これはケルト語源でlabarumと呼ばれたカンタブリア石碑（en）にまでさかのぼり、進化し、ラテン語のラバルム（labarumと）なった、これが民間語源なのではないかというのである。しかし、フィデル・フィタ神父は逆の説を考えている。labarumがアウグストゥス帝時代からバスク語の単語として採用されていたと考えている。

## ギャラリー

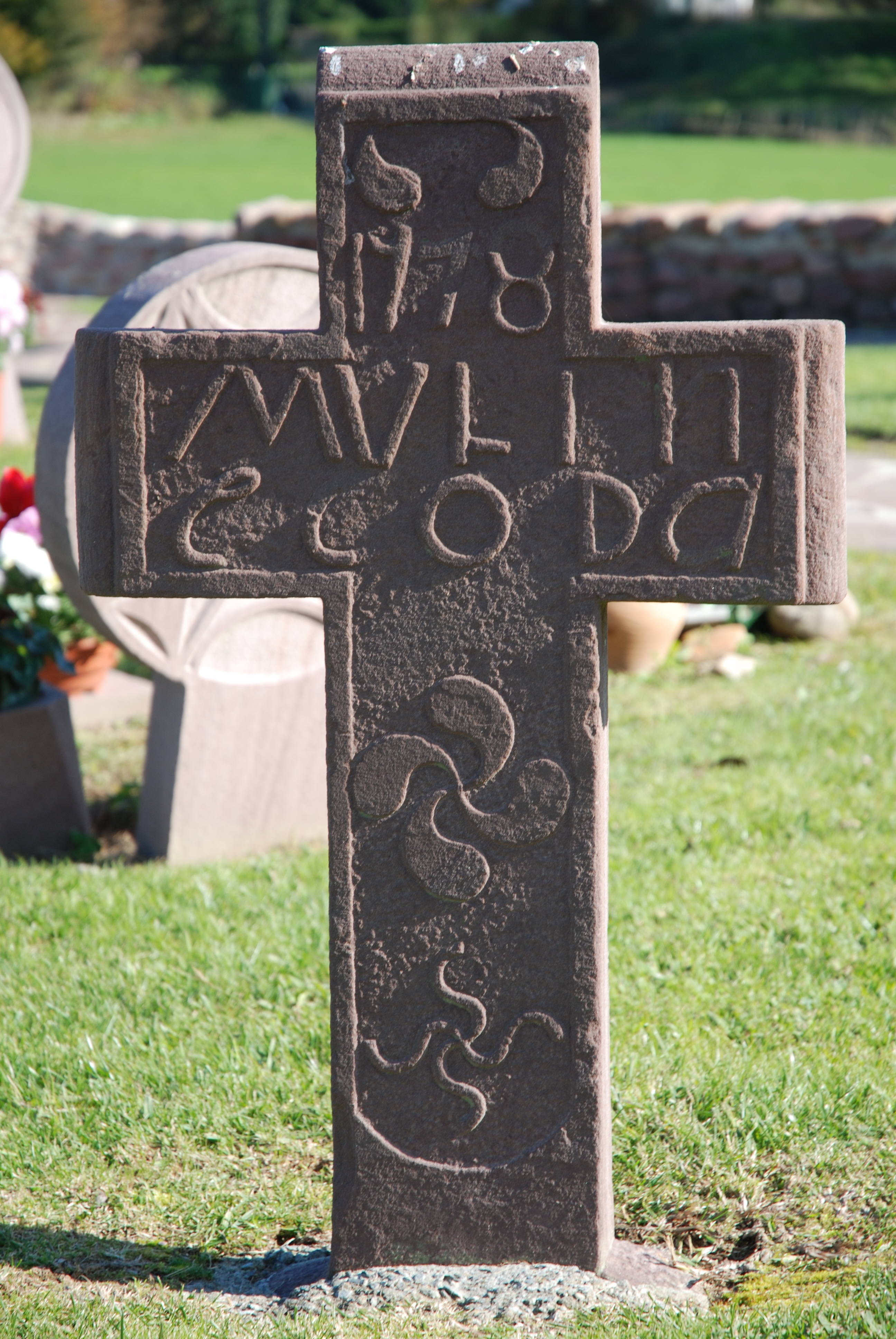
イチャスーのラウブル
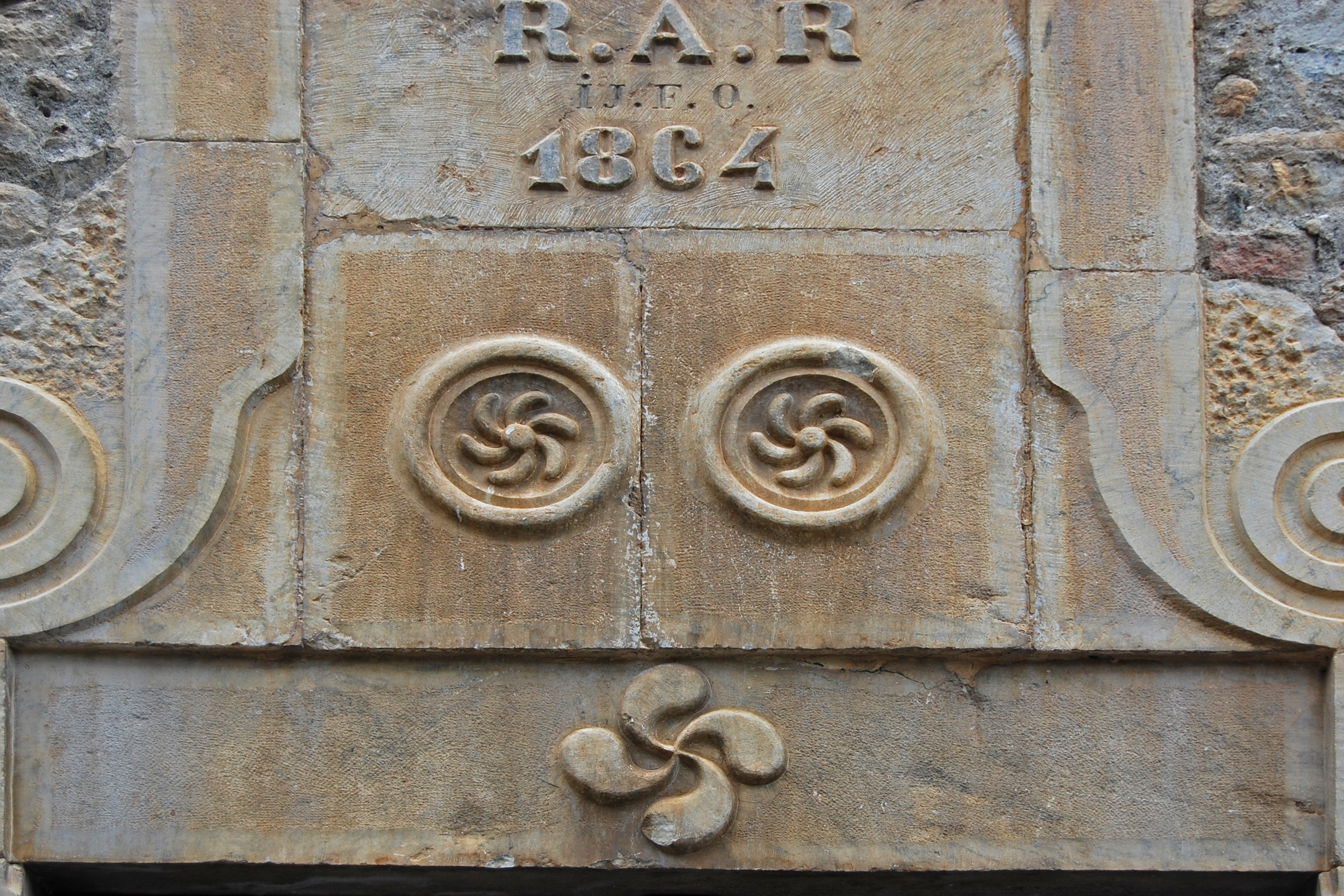
アラゴン州プエヨ・デ・ハカのラウブル。5本の曲線
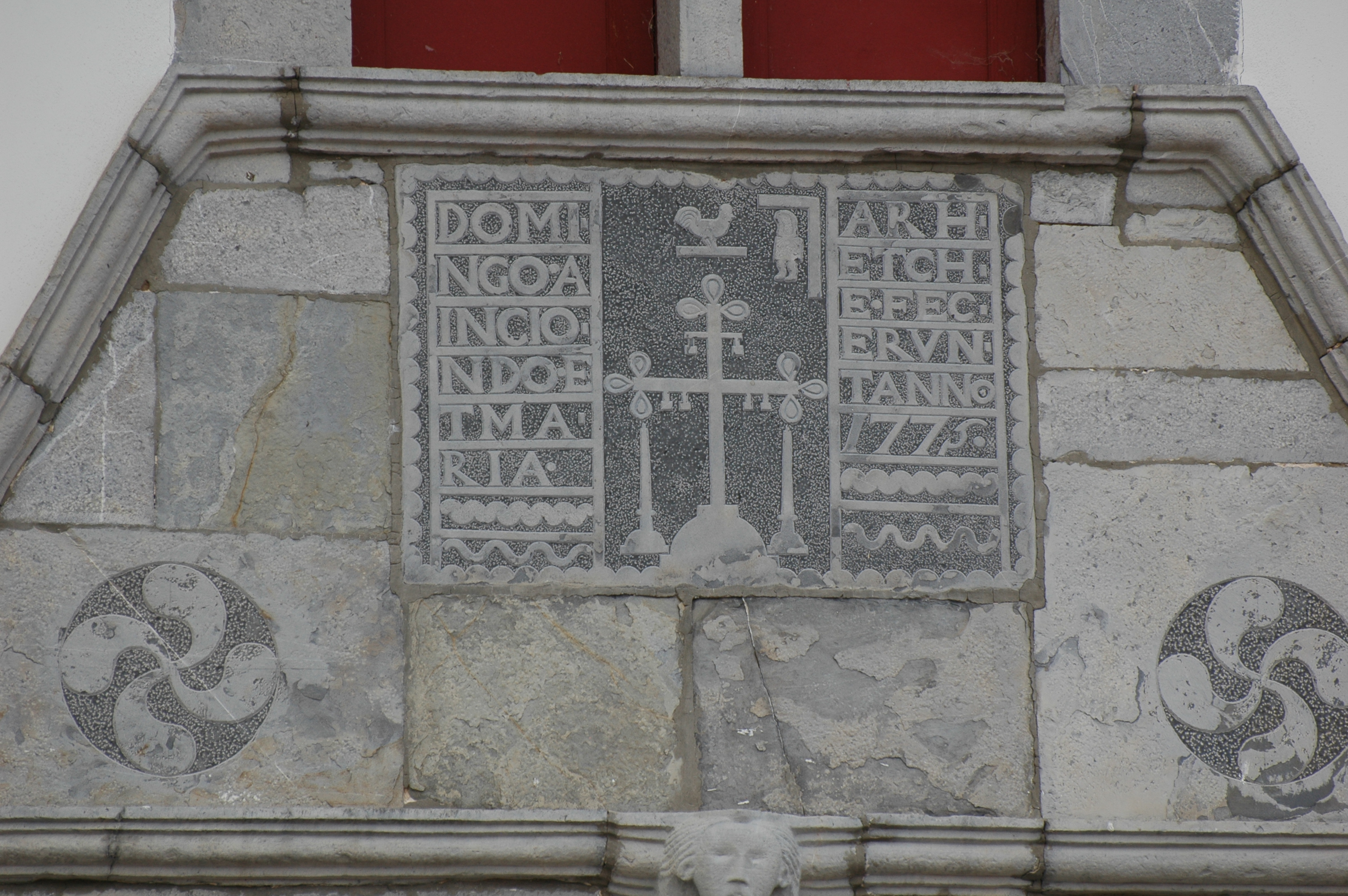
バス＝ナヴァールの民家の戸口に刻まれたラウブル
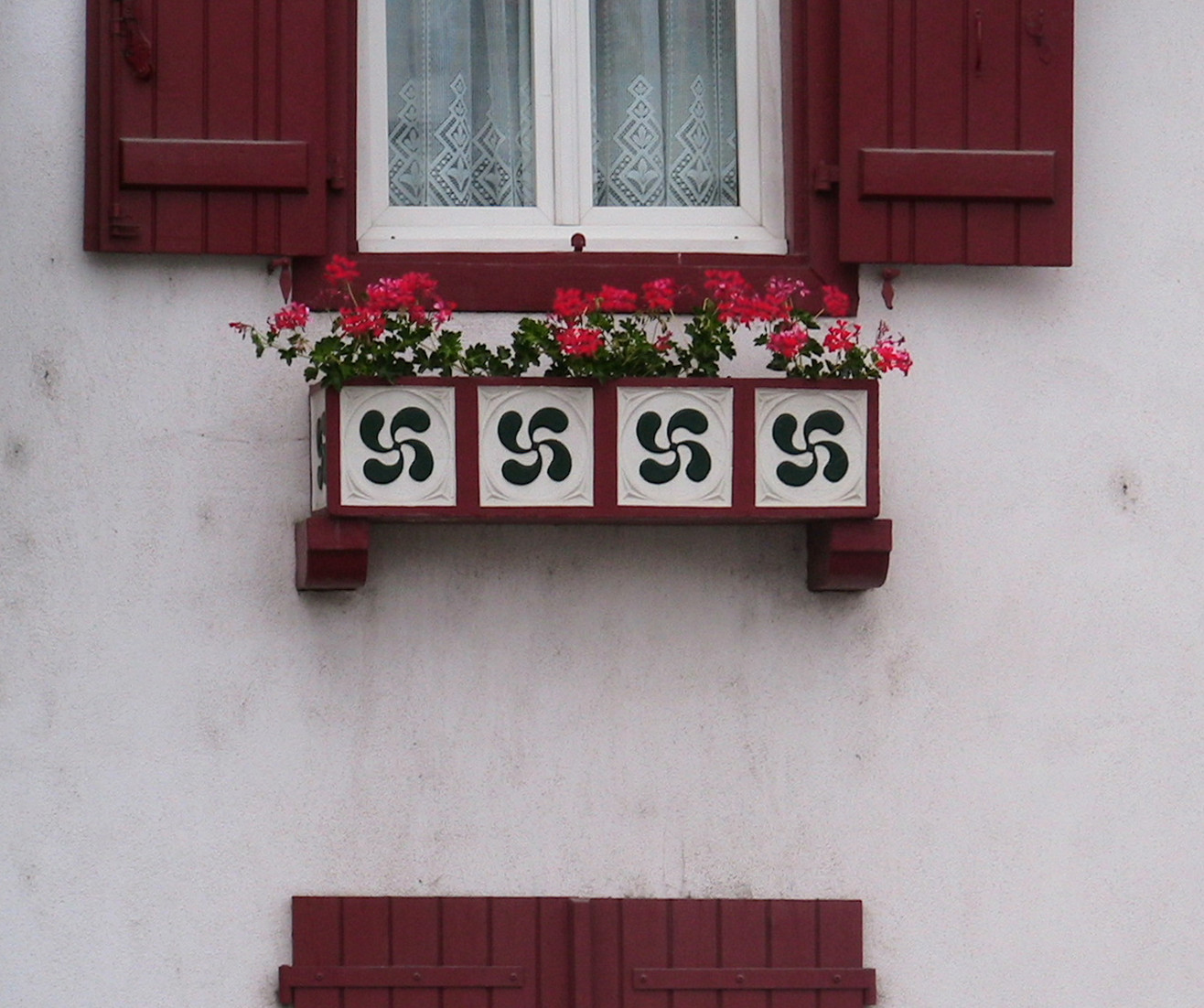
フランス領バスクの民家、ウィンドウ・ボックスに描かれたラウブル